# Rumänische Beachhandball-Nationalmannschaft der Männer
Die rumänische Beachhandball-Nationalmannschaft der Männer repräsentiert den rumänischen Handball-Verband als Auswahlmannschaft auf internationaler Ebene bei Länderspielen im Beachhandball gegen Mannschaften anderer nationaler Verbände. Den Kader nominiert der Nationaltrainer.
Das weibliche Pendant ist die Rumänische Beachhandball-Nationalmannschaft der Frauen.

## Geschichte

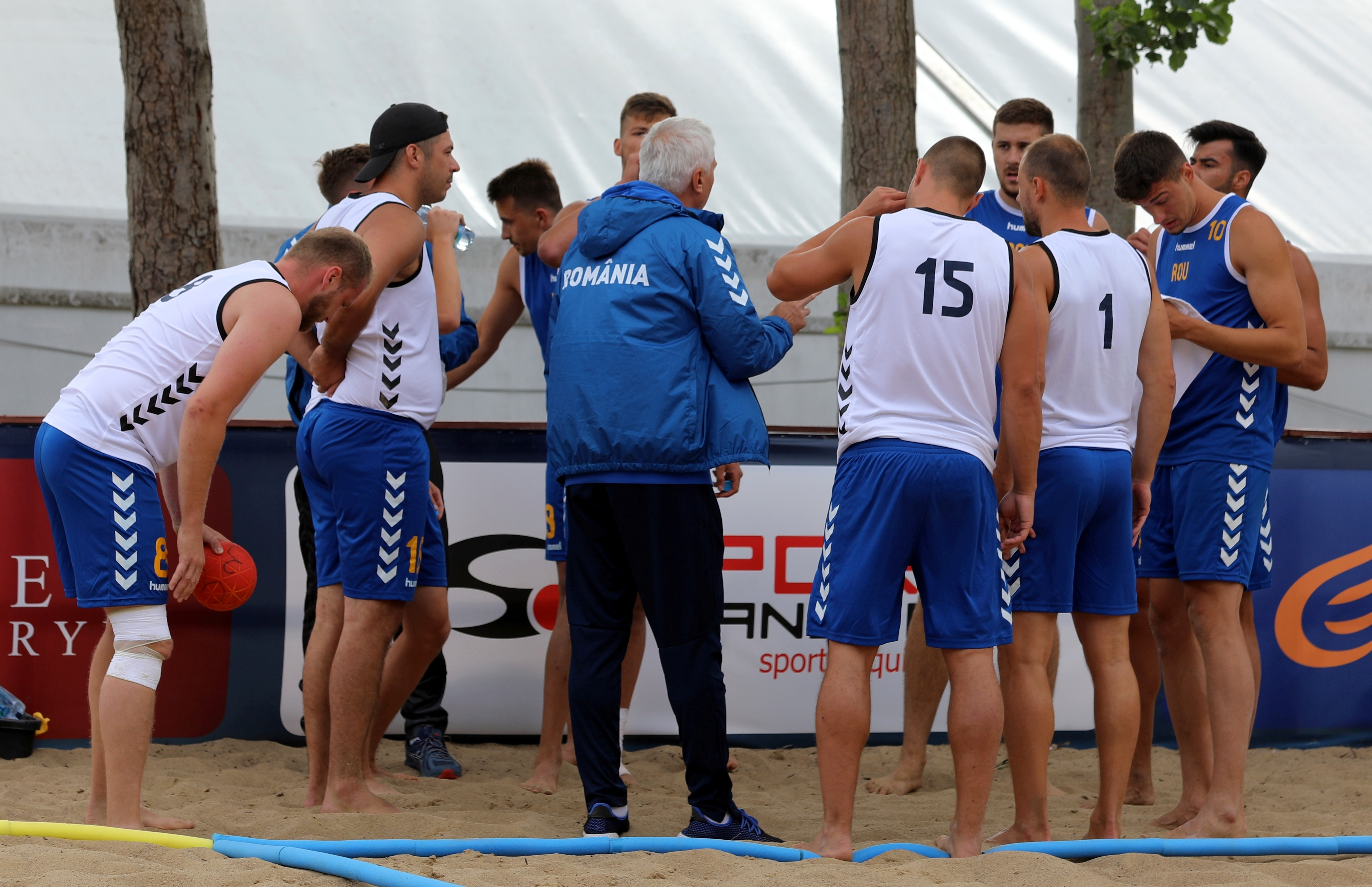
Die rumänische Mannschaft im Trostrundenspiel gegen Portugal bei der EM 2019

Rumäniens Beachhandball-Nationalmannschaften sind eine der bislang letzten Gründungen in Europa, für beide Geschlechter wurden sie in Hinblick auf die Europameisterschaften 2019 in Stare Jabłonki, Polen, gebildet. Im Voraus der ersten EM-Teilnahme bekam die Mannschaft eine Wildcard für die EBT-Finals 2019 in Baia Mare im heimischen Rumänien, wo sie sich unter dem Namen „Tricolorii“ mit den besten Clubmannschaften Europas messen konnte und den zehnten Platz belegte. Bei der ersten EM-Teilnahme erreichte die Mannschaft einen achtenswerten 13. Rang unter 20 teilnehmenden Mannschaften, 2021 reichte es nur für den vorletzten Platz vor den Gastgebern aus Bulgarien.

## Trainer
| Cheftrainer - seit 2019: Aihan Omer | Co-Trainer/in - 2019: Iuliu Florin Dima - 2021: Gabriel Lupan |

## Teilnahmen
| World Games - 2001: nicht eingeladen - 2005: nicht eingeladen - 2009: nicht eingeladen - 2013: nicht qualifiziert - 2017: nicht qualifiziert - 2022: nicht qualifiziert World Beach Games - 2019: nicht qualifiziert | Weltmeisterschaften - 2004: nicht qualifiziert - 2006: nicht qualifiziert - 2008: nicht qualifiziert - 2010: nicht qualifiziert - 2012: nicht qualifiziert - 2014: nicht qualifiziert - 2016: nicht qualifiziert - 2018: nicht qualifiziert - 2020: ausgefallen | Europameisterschaften - 2000: keine Teilnahme - 2002: keine Teilnahme - 2004: keine Teilnahme - 2006: keine Teilnahme - 2007: keine Teilnahme - 2009: keine Teilnahme - 2011: keine Teilnahme - 2013: keine Teilnahme - 2015: keine Teilnahme - 2017: keine Teilnahme - 2019: 13. - 2021: 17. | EHF Championship - 2022: 8. |

- EBTF 2019: Eduard Belghite • Robert Fekete • Gabriel Cristian Ilie • Emilian Stefan Marocico • Ștefan Moroșanu • Raul Ostace • Andrei Păun • Dan Mihai Rohozneanu • Andrei Sora • Alexandru Tălmaciu • Radu Teodor Turturică[4]

- EM 2019: Eduard Belghite • Robert Fekete • Gabriel Cristian Ilie • Cristopher Sebastien Iozu • Emilian Stefan Marocico • Ștefan Moroșanu • Szilárd Orbán • Raul Ostace • Andrei Robert Popa • Dan Mihai Rohozneanu • Alexandru Tălmaciu • Radu Teodor Turturică • im vorläufigen Aufgebot zudem: Andrei Păun • Andrei Sora[5]
- EM 2021: Robert Alupoaie • Alexandru Ionuţ Căpăţână • Robert Fekete • Alexandru Alin Ghivil • Emilian Ștefan Marocico • Ștefan Moroșanu • Andrei Mureşeanu • Szilárd Orbán • Raul Ostace • Szabolcs Putnoky[6]

## Aktueller Kader
Der aktuelle Kader setzt sich aus dem Kader für die EM 2021 zusammen:
- Robert Alupoaie
- Alexandru Ionuţ Căpăţână
- Robert Fekete
- Alexandru Alin Ghivil
- Emilian Ștefan Marocico
- Ștefan Moroșanu
- Andrei Mureşeanu
- Szilárd Orbán
- Raul Ostace
- Szabolcs Putnoky